# Grand Prix Formule 1 van de Verenigde Staten 1975
De Grand Prix Formule 1 van de Verenigde Staten 1975 werd gehouden op 5 oktober 1975 op Watkins Glen International.

## Uitslag
| Positie | Nummer | Rijder                | Team            | Ronden | Tijd/Opgave      | Startplaats | Punten |
| ------- | ------ | --------------------- | --------------- | ------ | ---------------- | ----------- | ------ |
| 1       | 12     | Niki Lauda            | Ferrari         | 59     | 1:42:58.175      | 1           | 9      |
| 2       | 1      | Emerson Fittipaldi    | McLaren-Ford    | 59     | + 4.943 s        | 2           | 6      |
| 3       | 2      | Jochen Mass           | McLaren-Ford    | 59     | + 47.637 s       | 9           | 4      |
| 4       | 24     | James Hunt            | Hesketh-Ford    | 59     | + 49.475 s       | 15          | 3      |
| 5       | 5      | Ronnie Peterson       | Lotus-Ford      | 59     | + 49.986 s       | 14          | 2      |
| 6       | 3      | Jody Scheckter        | Tyrrell-Ford    | 59     | + 50.321 s       | 10          | 1      |
| 7       | 9      | Vittorio Brambilla    | March-Ford      | 59     | + 1:44.031       | 6           |        |
| 8       | 10     | Hans Joachim Stuck    | March-Ford      | 58     | + 1 Ronde        | 13          |        |
| 9       | 28     | John Watson           | Penske-Ford     | 57     | + 2 Ronden       | 12          |        |
| 10      | 30     | Wilson Fittipaldi Jr. | Fittipaldi-Ford | 55     | + 4 Ronden       | 23          |        |
| NC      | 16     | Tom Pryce             | Shadow-Ford     | 52     | Niet geklasseerd | 7           |        |
| NC      | 6      | Brian Henton          | Lotus-Ford      | 49     | Niet geklasseerd | 19          |        |
| NF      | 25     | Brett Lunger          | Hesketh-Ford    | 46     | Ongeluk          | 18          |        |
| NF      | 31     | Roelof Wunderink      | Ensign-Ford     | 41     | Versnellingsbak  | 22          |        |
| WD      | 11     | Clay Regazzoni        | Ferrari         | 0      | Teruggetrokken   | 11          |        |
| NF      | 17     | Jean-Pierre Jarier    | Shadow-Ford     | 19     | Wiellager        | 4           |        |
| NF      | 7      | Carlos Reutemann      | Brabham-Ford    | 9      | Motor            | 3           |        |
| NF      | 27     | Mario Andretti        | Parnelli-Ford   | 9      | Ophanging        | 5           |        |
| NF      | 23     | Tony Brise            | Hill-Ford       | 5      | Ongeluk          | 17          |        |
| NF      | 15     | Michel Leclere        | Tyrrell-Ford    | 5      | Motor            | 20          |        |
| NF      | 4      | Patrick Depailler     | Tyrrell-Ford    | 2      | Ongeluk          | 8           |        |
| NF      | 8      | Carlos Pace           | Brabham-Ford    | 2      | Ongeluk          | 16          |        |
| NF      | 21     | Jacques Laffite       | Williams-Ford   | 0      | Fysiek           | 21          |        |
| NF      | 20     | Lella Lombardi        | Williams-Ford   | 0      | Ontsteking       | 24          |        |

## Statistieken
| Pole-position | Niki Lauda         | Ferrari      | 1:42.003 |
| Snelste ronde | Emerson Fittipaldi | McLaren-Ford | 1:43.374 |

## Noot
- Dit was het debuut van de Franse coureur Michel Leclère.
- Eerste wereldtitel voor Niki Lauda en de tweede wereldtitel voor een Oostenrijkse coureur. Lauda was de veertiende coureur die wereldkampioen werd.

Grand Prix Formule 1 van de Verenigde Staten: 1908 · 1910 · 1911 · 1912 · 1914 · 1915 · 1916 · 1959 · 1960 · 1961 · 1962 · 1963 · 1964 · 1965 · 1966 · 1967 · 1968 · 1969 · 1970 · 1971 · 1972 · 1973 · 1974 · 1975 · 1976 · 1977 · 1978 · 1979 · 1980 · 1989 · 1990 · 1991 · 2000 · 2001 · 2002 · 2003 · 2004 · 2005 · 2006 · 2007 · 2012 · 2013 · 2014 · 2015 · 2016 · 2017 · 2018 · 2019 · 2021 · 2022 · 2023 · 2024 · 2025 · 2026

Indianapolis 500: 1950 · 1951 · 1952 · 1953 · 1954 · 1955 · 1956 · 1957 · 1958 · 1959 · 1960

Grand Prix Formule 1 van de Verenigde Staten West: 1976 · 1977 · 1978 · 1979 · 1980 · 1981 · 1982 · 1983

Grand Prix Formule 1 van Las Vegas: 1981 · 1982 · 2023 · 2024 · 2025

Grand Prix Formule 1 van de Verenigde Staten Oost: 1982 · 1983 · 1984 · 1985 · 1986 · 1987 · 1988

Grand Prix Formule 1 van Dallas: 1984

Grand Prix Formule 1 van Miami: 2022 · 2023 · 2024 · 2025 · 2026 · 2027 · 2028 · 2029 · 2030 · 2031 · 2032 · 2033 · 2034 · 2035 · 2036 · 2037 · 2038 · 2039 · 2040 · 2041